# Tramwaje w Aleppo
Tramwaje w Aleppo − zlikwidowany system komunikacji tramwajowej w Aleppo w Syrii. 

## Historia
Tramwaje w Aleppo uruchomiono w 1929. W kolejnych latach system rozbudowano i składał się docelowo z trzech linii. Sieć zlikwidowano w 1967. 
Sieć tramwajowa w Aleppo miała tory o szerokości 1000 mm.